# Vladikavkas
Vladikavkas (russisk: Владикавка́з, tr. Vladikavkás, dansk: ~ Kaukasus overherre; ossetisk: Дзæуджыхъæу, tr. Dzæudjyqæu, dansk: ~ Dzaugs bosættelse) er hovedstaden i den sydrussiske republik Nordossetien–Alania. Byen, der er grundlagt 1784, ligger ved floden Terek i den sydøstlige del af republikken ved foden af Kaukasusbjergene. Vladikavkas har 303.597(2020) indbyggere, hvilket gør Vladikavkas til en af de befolkningsrigeste byer i det nordlige Kaukasus. Indbyggerne er hovedsageligt etniske ossetere, russere, armeniere og georgiere og størstedelen er russisk-ortodokse med et mindretal af muslimer.